# Aleuritinsäure
Aleuritinsäure ist eine  dreifach hydroxylierte und gesättigte Fettsäure, welche einen Bestandteil des Naturharzes Schellack (bis zu 32 %) bildet.
Sie wird bei der Herstellung von Düften und Parfüms verwendet, wobei sich beispielsweise Ambrettolid (für künstliches Moschusaroma) und Zibeton aus Aleuritinsäure gewinnen lassen. Aleuritinsäure ist auch zur Synthese von Pheromonen und Prostaglandinen geeignet.